# Burgos (Surigao del Norte)
Burgos is een gemeente in de Filipijnse provincie Surigao del Norte op het eiland Siargao. Bij de laatste census in 2007 had de gemeente bijna 4 duizend inwoners.

## Geografie

### Bestuurlijke indeling
Burgos is onderverdeeld in de volgende 6 barangays:
| - Baybay - Bitaug - Matin-ao - Poblacion 1 - Poblacion 2 - San Mateo |

## Demografie
Burgos had bij de census van 2007 een inwoneraantal van 3.851 mensen. Dit zijn 808 mensen (26,6%) meer dan bij de vorige census van 2000. De gemiddelde jaarlijkse groei komt daarmee uit op 3,30%, hetgeen hoger is dan het landelijk jaarlijks gemiddelde over deze periode (2,04%). Vergeleken met de census van 1995 is het aantal mensen met 1.066 (38,3%) toegenomen.

De bevolkingsdichtheid van Burgos was ten tijde van de laatste census, met 3.851 inwoners op 19,27 km², 144,5 mensen per km².